# Zbigniew Wołejsza
Zbigniew Wiktor Wołejsza (ur. 2 czerwca 1957) – polski inżynier, doktor habilitowany nauk technicznych. Specjalizuje się w pojazdach mechanicznych i podwoziach lotniczych. Pracownik Instytutu Lotnictwa, następnie Instytutu Podstawowych Problemów Techniki Polskiej Akademii Nauk.
Ukończył studia na Wydziale Mechanicznym Energetyki i Lotnictwa Politechniki Warszawskiej. Stopień doktorski w zakresie budowy i eksploatacji maszyn uzyskał na Wydziale Samochodów i Maszyn Roboczych Politechniki Warszawskiej w 2002 na podstawie pracy pt. Symulacja działania hamulca ciernego z kompozytowymi elementami węglowymi, przygotowanej pod kierunkiem prof. Jerzego Osińskiego. Habilitował się na Wydziale Maszyn Roboczych i Transportu Politechniki Poznańskiej w 2015. Był członkiem Komitetu Badań Kosmicznych i Satelitarnych PAN (2006–2010). Swoje prace publikował m.in. w „Pracach Instytutu Lotnictwa”. W Instytucie Lotnictwa kierował zespołem, który opracował podwozia do m.in. śmigłowca W-3 Sokół, samolotu szkolnego PZL-130TB/TC Orlik, czy samolotu I-23 Manager. Przez wiele lat pełnił w Instytucie Lotnictwa funkcję dyrektora Centrum Nowych Technologii, gdzie m.in. był autorem programu helikoptera autonomicznego ILX27.
W 2011 odznaczony Złotym Krzyżem Zasługi.